# Cesantes

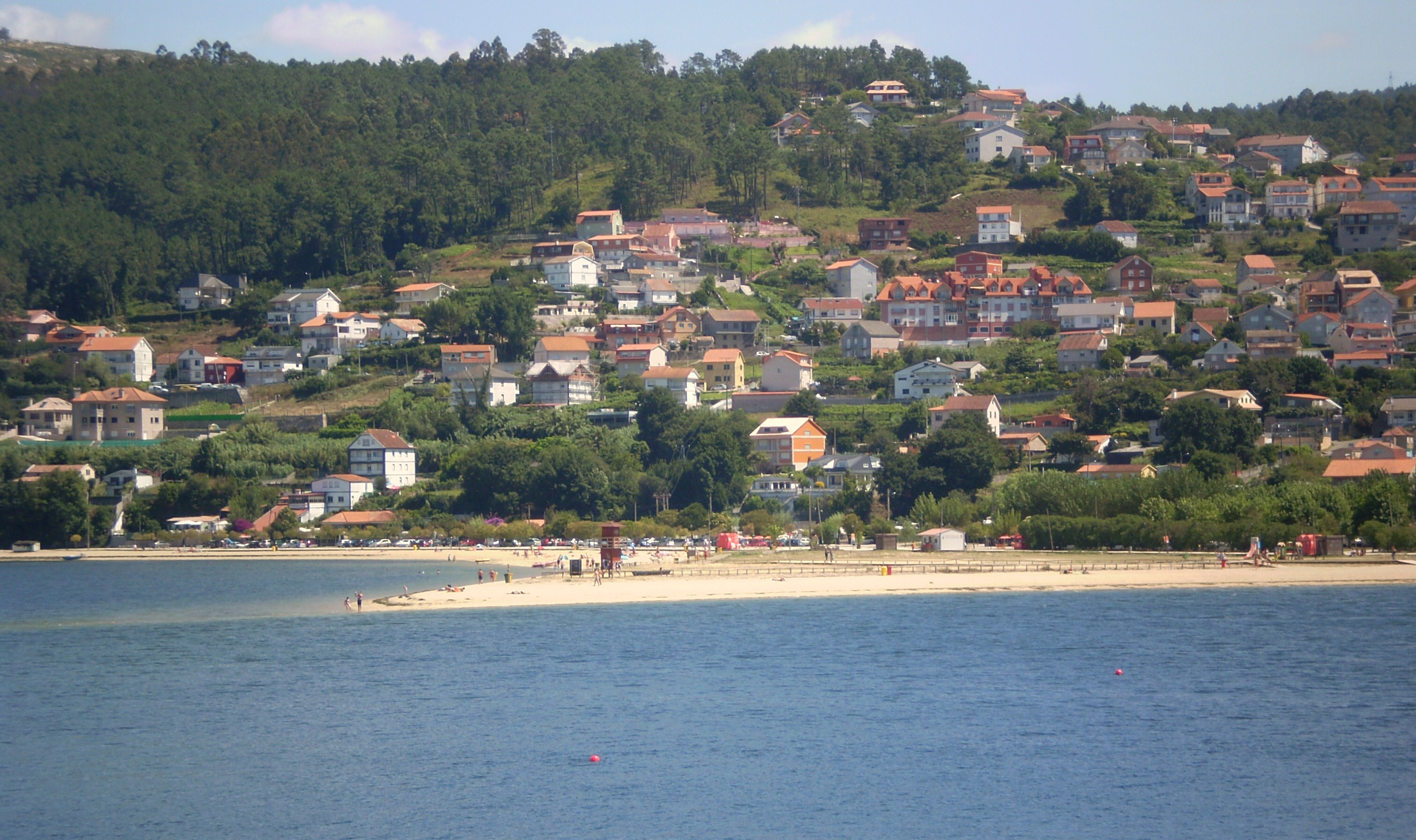
Vista de Cesantes des de l'illa de San Simón.

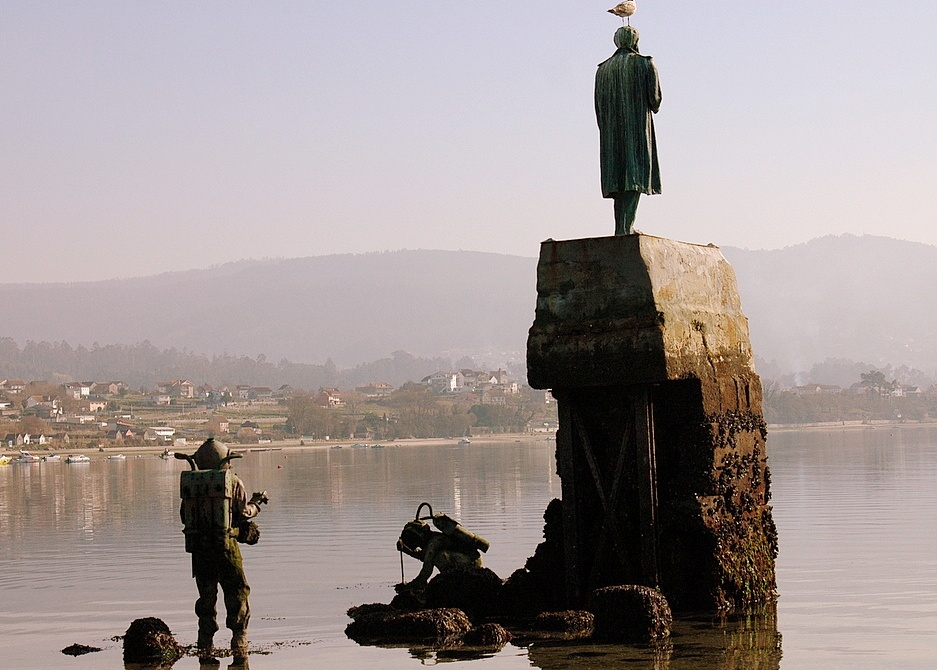
Cesantes

San Pedro de Cesantes és una parròquia del municipi gallec de Redondela, a la província de Pontevedra. La parròquia té una extensió aproximada de 12 km². És una localitat costanera, amb un relleu accidentat i travessada pel riu Pexegueiro. Compta amb un port propi, llotja i una confraria de pescadors.
Tenia l'any 2015 una població de 3.445 habitants, agrupats en cinc entitats de població: San Pedro, Outeiro das Penas, Carballiño, O Coto i San Simón.
Entre els seus llocs d'interès cal destacar l'ensenada i l'illa de San Simón, així com la platja de Cesantes, d'uns 2.400 metres de longitud. Té passeig marítim i un espai de dunes protegit en vies de recuperació. El seu grau d'ocupació és alt en els mesos d'estiu. Les seves aigües tranquil·les i lliures d'onades fan que sigui adequada per a la pràctica d'esports aquàtics com el windsurf o el kitesurf.
Les festivitats més importants de Cesantes són les festes de la Verge del Carme, els dies 21, 22 i 23 de juny, on destaquen la processó marítima de la Verge i els focs artificials. Cal destacar també la Festa do Mariñeiro (Festa del Mariner), al mes d'agost, on destaca la preparació d'una gran fideuà que poden degustar tots els assistents, i la Festa de San Pedro, patró de la localitat.